# 松山市斎場
松山市斎場（まつやましさいじょう）は、愛媛県松山市食場町甲2にある火葬場である。松山市が運営しており、主に松山市民が利用している。1976年3月オープン。2005年1月1日に旧北条市と旧中島町を編入合併するまでは、松山市で唯一の市営火葬場であった。

## 施設
- 前室付き台車式火葬炉 12基(燃料:灯油)
- 収骨室 2室
- 控室(洋室･和室付)
- 祭儀室
- 霊安室
- 売店
- 駐車場

## 利用料金

### 火葬料
火葬料は松山市内にあるその他4箇所の斎場と共通である。
- 遺体大棺(棺の長さが1.1mを超えるもの) 市民 8,000円 市民外 39,000円
- 遺体小棺(棺の長さが1.1m以下のもの) 市民 5,000円 市民外 23,400円
- 死産児 市民 2,000円 市民外 7,800円
- 手術肢体など 市民 8,000円 市民外 39,000円

### 葬儀場使用料
- 告別式 市民 2時間 15,000円 市民外 30,000円

### 控室等使用料
- 控室(洋室) 市民 2時間 2,000円 市民外 4,000円
- 控室(和室付) 市民 2時間 3,000円 市民外 6,000円
- 祭儀室 市民 2時間 5,000円 市民外 10,000円
- 霊安室 市民 1日 1,000円 市民外 2,000円

## 開場時間
午前9時から午後5時まで

## 休場日
- 1月1日
- 友引の日

## 最寄駅
- 伊予鉄道城南線道後温泉駅 - 駅前のバス停から伊予鉄バス52系統湯の山ニュータウン･奥道後行きに乗車し、食場バス停で下車。[1]